# Santiago (Seia)
Santiago is een plaats (freguesia) in de Portugese gemeente Seia en telt 1120 inwoners (2001).